# Коленда (Нижньосілезьке воєводство)
Коленда (пол. Kolęda) — село в Польщі, у гміні Мілич Мілицького повіту Нижньосілезького воєводства.
Населення — 162 особи (2011).
У 1975-1998 роках село належало до Вроцлавського воєводства.

## Демографія
Демографічна структура станом на 31 березня 2011 року:
|          | Загалом | Допрацездатний вік | Працездатний вік | Постпрацездатний вік |
| -------- | ------- | ------------------ | ---------------- | -------------------- |
| Чоловіки | 84      | 21                 | 55               | 8                    |
| Жінки    | 78      | 18                 | 50               | 10                   |
| Разом    | 162     | 39                 | 105              | 18                   |